# Roland Emmerich
Roland Emmerich (sinh ngày 10 tháng 11 năm 1955) là một đạo diễn, biên kịch và nhà sản xuất phim người Đức, các tác phẩm điện ảnh của ông chủ yếu thuộc thể loại thảm họa và hành động. Những bộ phim do ông đạo diễn đã đạt tổng doanh thu trên 3 tỷ USD trên toàn thế giới, nhiều hơn so với bất cứ một đạo diễn châu Âu nào. Các tác phẩm của ông cũng đạt doanh thu trên 1 tỷ USD chỉ riêng ở Hoa Kỳ, giúp ông trở thành đạo diễn đứng thứ 14 trong danh sách những đạo diễn có những phim đạt doanh thu cao nhất ở Mỹ mọi thời đại.

## Danh sách các bộ phim
| Năm  | Phim                                                                                   | Chức năng | Chức năng    | Chức năng                     |
| Năm  | Phim                                                                                   | Đạo diễn  | Nhà sản xuất | Biên kịch hoặc đồng biên kịch |
| ---- | -------------------------------------------------------------------------------------- | --------- | ------------ | ----------------------------- |
| 1984 | The Noah's Ark Principle                                                               | Có        | Có           | Có                            |
| 1985 | Making Contact                                                                         | Có        |              | Có                            |
| 1987 | Ghost Chase                                                                            | Có        |              | Có                            |
| 1990 | Moon 44                                                                                | Có        | Có           | Có                            |
| 1991 | Eye of the Storm                                                                       |           | Có           |                               |
| 1992 | Universal Soldier                                                                      | Có        |              |                               |
| 1994 | The High Crusade                                                                       |           | Có           |                               |
| 1994 | Stargate                                                                               | Có        |              | Có                            |
| 1996 | Ngày độc lập                                                                           | Có        | Có           | Có                            |
| 1998 | Godzilla                                                                               | Có        | Có           | Có                            |
| 1999 | The Thirteenth Floor                                                                   |           | Có           |                               |
| 2000 | The Patriot                                                                            | Có        | Có           |                               |
| 2002 | Eight Legged Freaks                                                                    |           | Có           |                               |
| 2004 | The Day After Tomorrow                                                                 | Có        | Có           | Có                            |
| 2007 | Trade                                                                                  |           | Có           |                               |
| 2008 | 10,000 BC                                                                              | Có        | Có           | Có                            |
| 2009 | 2012: Năm đại họa                                                                      | Có        | Có           | Có                            |
| 2013 | White House Down                                                                       |           |              |                               |
| 2016 | Ngày độc lập: Sự hồi sinh                                                              |           |              |                               |
| 2019 | style="background:#9F9;vertical-align:middle;text-align:center;" class="table-yes"\|Có |           |              |                               |

## Liên kết
- Roland Emmerich trên IMDb
- Roland Emmerich Producer Profile for The 1 Second Film Lưu trữ ngày 25 tháng 8 năm 2009 tại Wayback Machine
- Interview with Roland Emmerich from July 2009
- Centropolis Entertainment Lưu trữ ngày 29 tháng 8 năm 2018 tại Wayback Machine